# Bryan Bronson
Bryan Bronson (ur. 9 września 1972 w Jasper) – amerykański lekkoatleta, specjalizujący się w biegu na 400 metrów przez płotki.

## Osiągnięcia
- brązowy medal mistrzostw świata (Ateny 1997)
- najlepsze wyniki na świecie (47,64 - 1997, 47,03 - 1998)

W 1996 reprezentował USA podczas igrzysk olimpijskich w Atlancie, gdzie odpadł w półfinałowym biegu na 400 metrów przez płotki.

## Rekordy życiowe
- bieg na 200 m - 20,28 (1998)
- bieg na 400 m przez płotki - 47,03 (1998) 7. rezultat w historii światowej lekkoatletyki